# 1080p
1080p је стандард познат и као Full HD, пуна висока резолуција, који означава резолуцију слике по висини (вертикала). У том примеру слика има 1080 пиксела, односно 1080 линија које иду по хоризонтали. Слово p означава реч напредни (прогресив, енгл. progressive), у смислу напредног скенирања слике.
Стандард 1080p се данас користи у новијим плазма или ЛЦД ТВ уређајима и код филмских камера. Тачније, резолуција је 1920×1080, што је широки филмски формат 16:9.

## 1080и 1080
Разлика у односу на 1080i (1080i означава interlaced, срп. преплетено) је да је код интерлације резолуција слабија, јер нема свих 1080 хоризонталних линија као код 1080p, већ их има мање а неке од линија скениране су половично, при чему процесор обради слику и надокнади непостојеће линије, односно уради интерлацију. То је врста апроксимације између суседних линија и зато је слика нешто лошијег квалитета у односу на 1080p.